# Al-Ittihad al-Islami
al-Ittihad al-Islami (abgekürzt AIAI; arabisch الاتحاد الإسلامي, DMG al-Ittiḥād al-Islāmīy ‚Islamische Union‘; fälschlich auch Al-Itihaad al-Islamiya) war eine fundamentalistische islamische Organisation in Somalia, der Terrorismus und Verbindungen zu al-Qaida vorgeworfen wurden. Sie war ab den späten 1980er Jahren vorwiegend in städtischen Gebieten aktiv, ihre Versuche, im Verlauf des Bürgerkrieges in einer größeren Stadt die Macht zu erlangen, scheiterten jedoch. Daraufhin machte AIAI die Region Gedo im Südwesten des Landes zu ihrer Basis. 1996 wurde sie durch eine Intervention der äthiopischen Armee weitgehend zerschlagen.

## Geschichte
Die Organisation wurde Ende der 1980er Jahre aus islamischen Studiengruppen und Gruppen der Muslimbruderschaft in Somalia gegründet, deren Führungspersönlichkeiten meist in Saudi-Arabien ausgebildet worden waren und Anhänger von Salafisten waren.
Anfang der 1990er Jahre wurde al-Ittihad al-Islami von Geschäftsleuten aus Saudi-Arabien und anderen Golfstaaten finanziert. Diese Geldmittel ermöglichten es ihr, Schulen und soziale Einrichtungen zu betreiben und dadurch zeitweise größeren Zulauf zu gewinnen. Als es jedoch zu Streitigkeiten zwischen AIAI und den traditionell bedeutenden somalischen Clans kam, unterstützten selbst AIAI-Mitglieder eher ihre Clans.
So scheiterten Versuche der Organisation, Merka oder Boosaaso in Puntland einzunehmen. AIAI begab sich daraufhin in die eher marginale Region Gedo und machte Luuq zu ihrer Basis. Sie gewann dort eine gewisse Anhängerschaft bei der ethnischen Minderheit der Gabaweyn, indem sie es vertriebenen Gabaweyn-Bauern ermöglichte, in ihre Dörfer zurückzukehren.
Ab 1991 bestand zudem ein Ableger der AIAI in der Somali-Region Äthiopiens. Dieser war zunächst als politische Partei registriert, militarisierte sich aber ab 1992. Äthiopien wirft AIAI Bombenanschläge in Addis Abeba vor und ging deswegen 1992–1996 militärisch gegen die Organisation vor. 1996 marschierte die äthiopische Armee in Luuq ein und entmachtete die Islamisten.
Seit den Terroranschlägen am 11. September 2001 betrachten die USA AIAI als terroristische Organisation mit möglichen Verbindungen zu al-Qaida. Die Terroranschläge 1998 auf die US-Botschaften in Nairobi und Dar es Salaam sollen von Somalia aus gesteuert worden sein. Auch wurde vermutet, dass Somalia als Standort von Terroristen-Trainingslagern oder gar als Zufluchtsort für Osama bin Laden dienen könnte. Raas Kaambooni wurde als möglicher Standort solcher Camps genannt. Im Zusammenhang mit diesen Verdächtigungen setzten die USA 2001 die Schließung des Geldüberweisungsinstituts Al-Barakat durch. AIAI-Führer Gouled Hassan Dourad ist als mutmaßlicher Terrorist in Guantánamo inhaftiert.
Berichten zufolge war AIAI jedoch seit ihrer Niederlage gegen Äthiopien 1996 weitgehend inaktiv und nicht mehr zu militärischen Aktionen imstande. Sie lebte jedenfalls insofern fort, als Gegner der 2000 gebildeten Übergangsregierung Somalias – insbesondere Hussein Mohammed Farah – der Übergangsregierung und deren Mitgliedern Kontakte zu AIAI und al-Qaida unterstellten, um sie in Misskredit zu bringen.
Elemente der früheren AIAI flossen auch in später gegründete islamistische Organisationen in Somalia ein. Hassan Dahir Aweis, der zu den Führungspersönlichkeiten der AIAI gehört hatte, wurde zum bedeutenden Vertreter des extremistischen Flügels innerhalb der Union islamischer Gerichte. Heute führt er die Hisbul Islam, die Teile Südsomalias kontrolliert.